# Was nicht im Wörterbuch steht

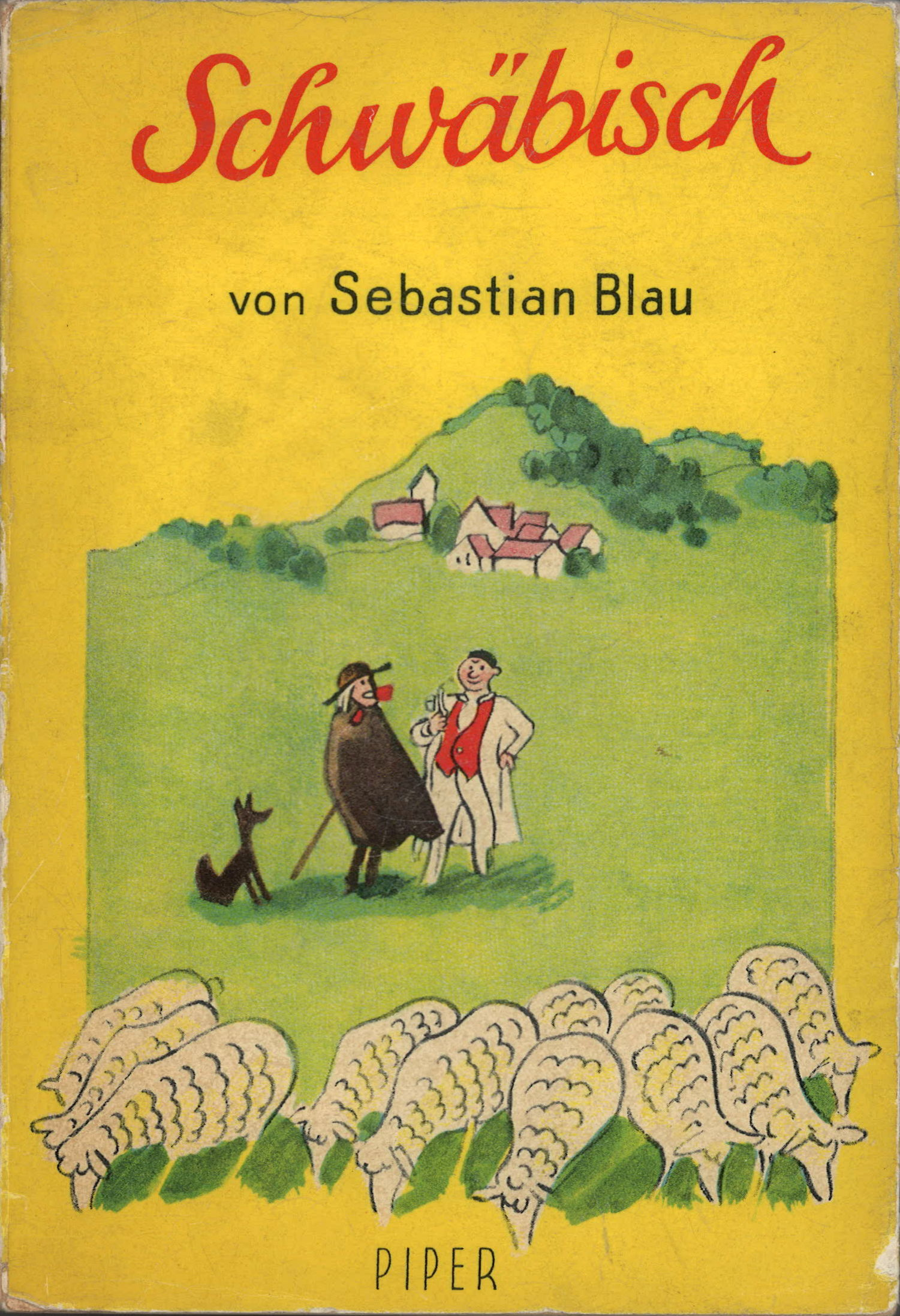
„Schwäbisch“ (VI), Umschlag von Walter Trier

Was nicht im „Wörterbuch“ steht war eine von 1931 bis 1937 im Piper Verlag München herausgegebene Buchreihe von insgesamt 7 Bänden, die sich feuilletonistisch ausgewählten deutschen Dialekten und der niederdeutschen Sprache nähern. Die Reihentitel waren mit schwarzweiß-Illustrationen von damals bekannten Buchkünstlern und, bis auf den letzten Titel und die Aufbindungen in Halbleinen, mit Einbänden nach Entwürfen von Walter Trier ausgestattet.
Bis zu ihrer Einstellung war es nur eine kleine Reihe von 7 Bänden geworden, die deutsche Dialekte und die mit ihr verbundene Heimatkultur beleuchtet. In der Regel ist den Bänden am Ende ein Glossar beigegeben. Sie können damit mehr oder weniger als kleine Wörterbücher benutzt werden. Der zunächst als Band II geplante Reihentitel Kölsch von Kuhlemann erschien nicht, so dass dieser Dialekt in der Reihe unbearbeitet blieb. Die folgenden Reihentitel rückten in der Nummerierung dann auf.

## Beschriebene Dialekte

### Sächsisch
1931 erschien, anknüpfend an das Motto der ebenfalls vom Piper Verlag verlegten, alternativen Reiseführer Was nicht im „Baedeker“ steht, der erste Band dieser Reihe. Hans Reimann, der neben Das Buch von Frankfurt, Mainz, Wiesbaden auch den Band über seine Heimatstadt Leipzig in der Reiseführer-Reihe verfasst hatte, trat mit Sächsisch auch in dieser Reihe als Autor in Erscheinung und stellte mit diesem Titel wiederum vor allem die Messemetropole, nun unter sprachlichem Gesichtspunkt, vor. Mit dem Einführungskapitel wollte er – augenzwinkernd – auch zum Erlernen seines Heimatdialekts animieren, der besonders für seinen vom Hochdeutschen abweichenden Gebrauch der Konsonanten berühmt ist, und bot dazu auch Leseübungen an. Reimann streift neben der sächsischen Küche, seinen Lieblingswörtern und sprachlichen Anekdoten in mehreren Kapiteln das in Sachsen-Anhalt, außerhalb des sächsischen Kernlandes, gelegene Halle mit seinem Stadtdialekt Hallisch und der besonderen Halloren-Sprache.

### Berlinerisch
Im Folgeband von 1932 gibt der Berlin-Kenner Hans Ostwald einen kurzweiligen Einblick in den Wortschatz, die Grammatik und die Aussprache der damaligen Alltagssprache des deutschen Hauptstädters, wobei das bildhafte „Berlinerisch“ vor allem von den Angehörigen des Zille-Milieus gesprochen wurde. Ostwald stattete den teilweise noch heute populären Sport- und Vergnügungsstätten, wie dem Sechstagerennen, den Pferderennbahnen in Hoppegarten und Karlshorst, der AVUS oder dem Strandbad Wannsee, Besuche ab, um die Dialektkultur einzufangen, geht dieser aber auch in Tanzlokalen, am Boxring oder im Verkehr auf und unter der Straße nach. Beschrieben werden dabei u. a. spezifische Wortschöpfungen, wie „Knorke“, oder der durch die Beschleunigung des Alltagslebens ab Ende des 19. Jahrhunderts entstandene besondere Hang des Berliners zu Abkürzungen, von denen einige, wie „jwd“ (sprich: jottwede) noch benutzt werden, und andere, wie das in den 1920er Jahren übertrieben oft verwendete „Knif“ (Kommt nicht in Frage), das deshalb sogar Eingang in einen Schlagertext von Marcellus Schiffer, „Bitte, sag’ nicht ‚Knif‘ zu mir“, gefunden hatte, wieder völlig aus dem Sprachgebrauch verschwunden sind. Mit einem besonderen Anekdoten-Kapitel kommt auch der für seine Berliner Zunge berühmte, damalige Präsident der Preußischen Akademie der Künste, Max Liebermann, zu Wort.

### Bayerisch
Mit dem III. Band führt der Schriftsteller und Dramatiker Joseph Maria Lutz, der aus Pfaffenhofen an der Ilm in Oberbayern stammte und eigentlich studierter Landwirt war, in die Sprache seiner Heimatregion ein. Gleich im ersten Kapitel liefert er dafür scheinbar eine Studienanleitung, um dann freilich festzustellen, dass dem Fremden letztendlich allenfalls das Verstehen des Bayerischen gelingen kann. Die folgenden Abschnitte stellen Altbayern vor, seine Orte und Sprache – ergänzt um Sprichwörter und Redensarten – sowie seine Geräte und Werkzeuge. Ein ganzes Kapitel ist danach dem bayerischen Bier mit seinen vielfältigen Spezialitäten, wie Salvator, Paulaner oder Weihenstephan, gewidmet, eingeschlossen ist ein kurzer Abriss der Geschichte der Braukunst. Mit der bayerischen Speisekarte werden schließlich getreu der nicht nur bayerischen Redewendung „Essen und Trinken hält Leib und Seel z’samm“ für gut zweieinhalb Dutzend regionale Gerichte Rezepte geliefert. Da stehen u. a. Leberknödel, Schweinshaxe oder Dampfnudeln zur Auswahl. Beim Besuch einer Bauernhochzeit lernt der Leser die Bayern und ihre Bräuche von einer ganz besonderen Seite ihres Lebens kennen. Am Ende des Buchs wird an das Ende des menschlichen Lebens gemahnt, indem Lutz „Vom richtigen bayerischen Sterben“ und „Von der schönen Leich“ berichtet. Ein Register und das bei den übrigen Reihentiteln obligate Wörterbuch fehlen bei diesem Band.

### Plattdeutsch
Fritz Specht versucht mit dem 1934 erschienenen Band IV, die Charakteristik der niederdeutschen Sprache herauszuarbeiten. Sie ist in den von der Lage und der Bevölkerung recht unterschiedlichen Landschaften Norddeutschlands mit bedeutenden, an Nord- und Ostsee gelegenen Hansestädten verwurzelt. Dadurch weist sie eine große Variationsbreite auf, auf die Specht das Augenmerk lenkt. Aber auch den Bedeutungsverlust des Plattdeutschen nicht zuletzt seit dem Niedergang der Hanse, dessen Verkehrssprache es war und das nun überwiegend im ländlichen Raum und zumeist von Sprechern mit eher niedrigem Bildungshorizont gesprochen wurde, thematisiert der Autor. Schließlich gibt Specht nach einem Streifzug u. a. durch Grammatik und Vokabular des Niederdeutschen sowie des Hamburger Missingsch noch einen kleinen Einblick in Backstube und Küche seiner Heimatregion.

### Wienerisch
Nach einem Einführungstext zum Verhältnis des Wieners zu seinem Dialekt, dem Wienerischen, breitet Sassmann seine Analyse des Wiener Vokals und des „dekadenten Konsonanten“ aus, deren durchaus stark wandelbare Aussprache er an der jeweiligen Stimmungslage des Sprechers festmacht. Den Dialektgebrauch selbst handelt Sassmann in fast zwanzig Kapiteln seines „Wiener Lesebuchs“ ab, dessen Rahmentexte zu prägnanten Alltagsszenen, wie das Straßenbahnfahren, der Umgang mit Handwerkern oder der Besuch eines Postamts, allerdings in Hochdeutsch gehalten sind. Im Gegensatz zu den anderen Bänden, die nur kleinere Kostproben des Wortbestands in ihren Glossarien bieten, wartet das 1935 als Band V der Reihe erschienene Wienerisch, für das zunächst Anton Kuh als Autor vorgesehen war, gleich mit zwei Wörterbüchern auf. Auf 70 Seiten liefert das respektable „Wienerische Wörterbuch“, das auch mit umfassenden Aussprachehinweisen versehen ist, einen beachtlichen Ausschnitt aus dem besonderen Vokabular des Wieners. Ihm folgt, nach einigen kleinen Kostproben aus dem bei Erscheinen des Buchs schon weitestgehend verblühten Altwienerischen des 19. Jahrhunderts, auf weiteren 10 Seiten die „Wiener Gauner-, Krämer- und Dirnensprache“. Das Buch schließt mit einem umfassenden Quellennachweis, ohne jedoch durch Fußnoten eine direkte Verbindung zu den betreffenden Textstellen herzustellen. Gleichwohl bietet er dem in der Dialektforschung tiefer schürfenden Laien einen verlässlichen Wegweiser.

### Schwäbisch
Der vorletzte Band „Schwäbisch“ war von Josef Eberle, verfolgungsbedingt, unter dem Pseudonym „Sebastian Blau“, verfasst worden. Für diesen 1936 erschienenen Titel war ursprünglich Dr. Owlglass (d. i. Hans Erich Blaich) vorgesehen. Eberle geht bei der kurzen Darstellung der Entwicklung des Schwäbischen, „das einst ‚ûf und ab‘ im Reich als feinste Sprache galt“ und später bis zum Auftauchen der großen Namen Schiller, Hegel, Schelling und Hölderlin am Anfang des 19. Jahrhunderts so manche Geringschätzung im deutschsprachigen Raum erfahren hatte, bis zu den Hohenstaufen zurück. Er liefert sodann die Geografie des Ländle, wo der zum Alemannischen gehörende schwäbische Dialekt gesprochen wird, und definiert die aus seiner Sicht drei Arten des Schwäbischen: das „schwäbische Hochdeutsch“ der Gebildeten, das in den Städten allgemein gesprochene „Honoratiorenschwäbisch“ und die eigentliche Mundart, die im ländlichen Raum zu finden ist. Anhand von vielen Dialogen, Anekdoten und Literaturauszügen arbeitet Eberle die Charakteristika des als „maulfaul“, langsam und umständlich, aber auch – aufgrund des Hangs zum Diminutiv „-le“ – als gemütlich geltenden Dialekts heraus, der mit vielen Nasalen durchsetzt ist. Besondere Kapitel widmete er u. a. Stuttgart, dem Weinanbau sowie dem schwäbischen Feier- und Festkalender. In den obligatorischen Ausführungen zur schwäbischen Küche sind erwartungsgemäß Rezepte für Maultaschen, Spätzle in vielen Variationen oder Zwiebelkuchen zu finden. Eine kleine Sprachlehre und ein zehnseitiges Taschenwörterbuch runden den Streifzug durch das Schwäbische ab, das man nach Eberles Ansicht nur von seiner Mutter oder eben nie lernen kann.

Zu diesem Titel erging nach mehreren positiven Rezensionen in Stuttgarter Zeitungen ein Generalverbot an die Württembergische Presse, das Buch zu erwähnen oder zu besprechen. Ungeachtet dessen erschienen im übrigen Deutschen Reich und in der deutschen Auslandspresse weiterhin Empfehlungen zur Lektüre dieser Darstellung schwäbischen Wesens.

### Schlesisch
Die Reihe endete 1937 mit Will-Erich Peuckerts „Schlesisch“. Sein Klappentext führte unter „Bisher erschien“ die vorangegangenen sechs Bände auf, ohne auf einen Abschluss der Reihe mit diesem Titel hinzuweisen. Dies legt ihre geplante, aber nicht realisierte Fortsetzung nahe. „Schlesisch“ folgt inhaltlich seinen Vorgängern. Eine geographische Skizze „Schles’sch“, bei der das nach dem Ersten Weltkrieg im Ergebnis des Versailler Vertrags an Polen abgetretene Oberschlesien besonders markiert wurde, verdeutlicht das Verbreitungsgebiet des Dialekts. In dem der Beschreibung der schlesischen Sprache gewidmeten Kapitel werden neben Wortbildung, Aussprache und Grammatik die besonderen Einflüsse des Lateinischen, Französischen und Polnischen im Wortschatz aufgezeigt. Weitestgehend im Dialekt gehalten sind die Streifzüge des Autors durch das Alltagsleben des Schlesiers und die von ihm bewohnte Landschaft einschließlich ihrer Hauptstadt Breslau. Das berühmte Regionalgericht „Schlesisches Himmelreich“ findet eine anschauliche Beschreibung. Schließlich schlägt Peuckert in den abschließenden Kapiteln noch das Namenbuch berühmter Schlesier auf – in diesem sind u. a. Jakob Böhme, Gerhart Hauptmann oder Otto Julius Bierbaum zu finden – und beleuchtet er die der mundartlichen Dichtung verpflichtete Autorenschar, die bei Andreas Gryphius beginnt und zu der sich aus späterer Zeit u. a. noch Holtei, Robert Rößler oder Marie Oberdieck hinzugesellen.

## Ausstattung, Auflagen und Verkaufspreise
Die Ausstattung war ähnlich wie bei der ab 1927 erschienenen Reihe Was nicht im „Baedeker“ steht (Umschlaggestaltung, Illustrationen und Einbandvarianten). Wiederum lieferte also Walter Trier die meisten Umschlagentwürfe für die leuchtend gelben Einbände (bis Band VI), die als englische Broschur oder in rotem oder gelbem Ganzleinen mit Verlagssignet auf dem Vorderdeckel, Kopffarbschnitt und Schutzumschlag ausgeführt wurden. Es gab in der Reihe selbst keine reinen Pappbände mehr, da deren Rücken sich bei der Reiseführer-Reihe als nicht robust genug erwiesen hatten. Allerdings waren auch die Broschuren empfindlich und es fehlen bei den Leinenbänden oft die fragilen gelben Schutzumschläge. Auf diesen ist bis zum Band VI auf der Vorderseite in schwarzer Druckschrift der Reihentitel und der Autorenname sowie in roter Schreib- oder Druckschrift der Bandname angegeben, der bei „Plattdeutsch“ in Sütterlinschrift gestaltet wurde. 1937 kam in der 3. Auflage des vorletzten, erfolgreichsten Reihentitels „Schwäbisch“ als neue Variante ein roter Halbleineneinband mit Kopffarbschnitt aber ohne Schutzumschlag hinzu, da auf diesen nach Triers Emigration 1936 verzichtet werden musste. Auch vom Band „Wienerisch“ von 1935 liegt eine solche Einbandvariante vor, die eine Aufbindung ebenfalls nach Triers Emigration nahelegt und nochmals bei der 2. Auflage 1955 Verwendung fand.
Angaben zur Höhe der jeweiligen Erstauflage sind den Büchern und dem Katalog der Deutschen Nationalbibliothek nicht zu entnehmen. Nur bei zwei Titeln lassen die bezifferten Folgeauflagen Rückschlüsse auf die Erstauflagen zu. Da diese jeweils 5000 Exemplare betrug, liegt es nahe, dass generell die Startauflagen bei allen Bänden der Reihe in dieser Höhe lagen. In der Parallelreihe „Was nicht im ‚Baedeker‘ steht“ waren die beiden Neuerscheinungen aus dem Jahr 1930 angesichts der Weltwirtschaftskrise, die zu einem Absatzeinbruch auf dem Buchmarkt geführt hatte, nur noch in dieser Stückzahl gedruckt worden.
Während der erste Band „Sächsisch“ noch 4,80 RM im roten Leineneinband und 3,80 RM als Broschur kostete, mussten für die folgenden Bände nur noch 4,50 RM bzw. 3,20 RM bezahlt werden.
| Reihen- Nummer | Autor                               | Titel        | Illustrator                                                                                  | Umschlagentwurf Walter Trier (außer: „Schlesisch“)                             | Auflagejahr Auflage in Tausend             | Seiten (zusätzliche Werbung) | DNB- Katalog (Link) |
| I              | Hans Reimann                        | Sächsisch    | Karl Holtz                                                                                   |                                                                                | 1931: 1.–5.                                | 188 (4)                      |                     |
| II             | Hans Ostwald                        | Berlinerisch | Rudolf Großmann, Heinrich Zille, Karl Arnold                                                 |                                                                                | 1932: 1.–5.                                | 203 (1)                      |                     |
| II             | Hans Ostwald                        | Berlinerisch | Rudolf Großmann, Heinrich Zille, Karl Arnold                                                 | 1950: 6.–NN.                                                                   | –                                          | 203 (1)                      |                     |
| III            | Joseph Maria Lutz                   | Bayerisch    | Karl Arnold, Paul Neu                                                                        |                                                                                | 1932: 1.–5.                                | 254 (2)                      |                     |
| IV             | Fritz Specht                        | Plattdeutsch | Heinrich Eduard Linde-Walther, Marie Hager, Martin Piper, Erich Wilke                        |                                                                                | 1934: 1.–5.                                | 270 (1)                      |                     |
| V              | Hanns Sassmann                      | Wienerisch   | Alfred Gerstenbrand, Carl Felkel                                                             |                                                                                | 1935: 1.–5.                                | 251 (1)                      |                     |
| V              | Hanns Sassmann                      | Wienerisch   | Alfred Gerstenbrand, Carl Felkel                                                             | kein Schutzumschlag                                                            | 1935: 1.–5. Halbleinen (spätere Binderate) | 251 (1)                      |                     |
| V              | Hanns Sassmann                      | Wienerisch   | Alfred Gerstenbrand, Carl Felkel                                                             | kein Schutzumschlag                                                            | 1955: 6.–NN. Halbleinen                    | 251                          | –                   |
| VI             | Sebastian Blau (d. i. Josef Eberle) | Schwäbisch   | Alfred Hugendubel, Helmut Muehle, Reinhold Nägele, Martin Piper, Alfred Reder, Willy Widmann |                                                                                | 1936: [1.–5.]                              | 224                          |                     |
| VI             | Sebastian Blau (d. i. Josef Eberle) | Schwäbisch   | Alfred Hugendubel, Helmut Muehle, Reinhold Nägele, Martin Piper, Alfred Reder, Willy Widmann | 1936: 6.–9.                                                                    | –                                          | 224                          |                     |
| VI             | Sebastian Blau (d. i. Josef Eberle) | Schwäbisch   | Alfred Hugendubel, Helmut Muehle, Reinhold Nägele, Martin Piper, Alfred Reder, Willy Widmann | NN                                                                             | [1937]: 10.–12.                            | 224                          | –                   |
| VI             | Sebastian Blau (d. i. Josef Eberle) | Schwäbisch   | Alfred Hugendubel, Helmut Muehle, Reinhold Nägele, Martin Piper, Alfred Reder, Willy Widmann | kein Schutzumschlag                                                            | [1937]: 10.–12. Halbleinen                 | 224                          | –                   |
| VII            | Will-Erich Peuckert                 | Schlesisch   | Willibald Krain u. a.                                                                        | Willibald Krain (Schlesisches Trachtenpaar vor einem Gasthaus im Fachwerkstil) | 1937: [1.–5.]                              | 240                          |                     |

## Reihenwerbung

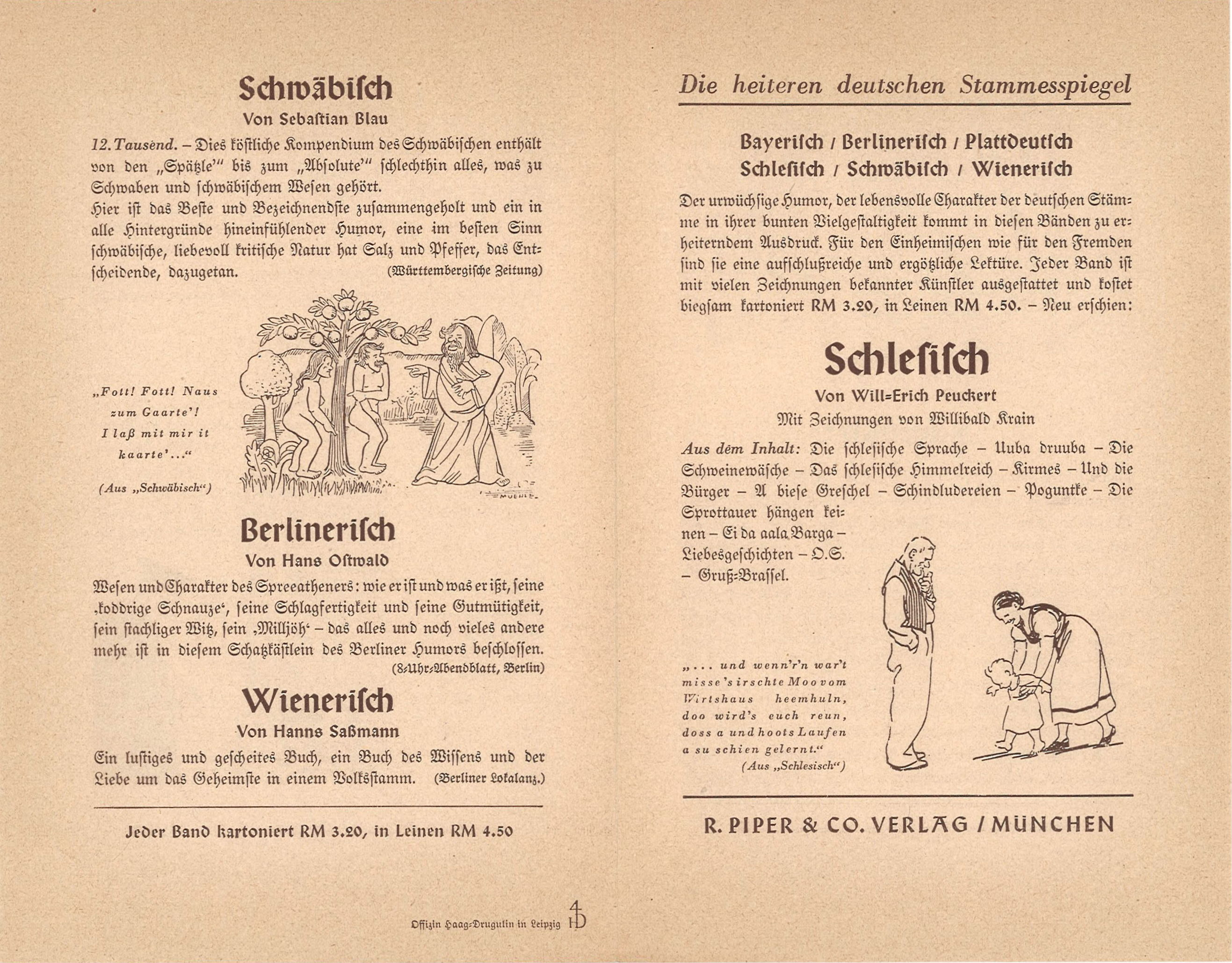
Prospekt „Die heiteren deutschen Stammesspiegel“ zu allen Reihentiteln (1937 [?])

Neben dem Hinweis auf die übrigen Reihentitel auf den Schutzumschlägen der einzelnen Bände oder in der verwandten Reihe „Was nicht im ‚Baedeker‘ steht“ unter Benutzung von Auszügen aus Zeitungsrezensionen legte der Verlag auch gesonderte illustrierte Prospekte für die Buchreihe auf.

## Nachauflagen außerhalb der Reihe
- Schwäbisch

Nach dem Zweiten Weltkrieg erlebte zunächst 1946 der Band „Schwäbisch“ eine überarbeitete und dabei leicht gekürzte Neuausgabe, für die eine Verlagslizenz der amerikanischen Besatzungsmacht erteilt worden war. Die laut Vorwort am Stephanstag 1945 vom Autor abgeschlossene Überarbeitung war den Kriegsereignissen geschuldet, so dass insbesondere das Kapitel über das stark kriegszerstörte Stuttgart neu gefasst werden musste. Die orangefarbenen oder roten Einbände, laut DNB nun in Pappe, sind anstelle des Verlagssignets mit einem Schriftzug „Schwäbisch“ und einem Reisenden vor einem stilisierten Zug bedruckt worden. Der motivlich unveränderte Schutzumschlag weist erstmals auch Walter Trier als Gestalter aus. Im Vorwort geht der Autor kurz auf die Publikationsgeschichte des Bändchens ein und zitiert dabei eine positive Kritik der Schweizer Thurgauer Zeitung von 1937 zur Erstausgabe von 1936, die dem Buch einen deutlichen Abstand von der in jener Zeit grassierenden Blut-und-Boden-Mystik attestierte. Dieser Band wurde laut DNB im 6. bis 9. Tausend um 1950 nochmals aufgelegt.
- Schlesisch

Offensichtlich aufgrund großer Nachfrage nicht zuletzt durch die Heimatvertriebenen erfreute sich der Band „Schlesisch“ mehrerer Neuauflagen. Das 6. bis 10. Tausend erschien 1950 als „erweiterte“ Ausgabe – die Seitenzahl betrug aber nur noch 201 – noch beim Piper Verlag im Leineneinband mit dem Breslauer Rathaus auf dem Buchdeckel und Schutzumschlag; weitere Auflagen gab es dann bei anderen Verlagen.

## Nachauflagen bei anderen Verlagen
- Bayerisch

1950 brachte der Callwey Verlag Lutz’ „Bayrisch“ (neue Titelschreibweise) in „2., erweiterter“ Auflage heraus. Tatsächlich umfasste die in graues Leinen gebundene Ausgabe nur noch 244 Seiten. Auf dem Schutzumschlag war ein Paar in Bayerischer Tracht abgebildet. 1969 wurde der Band „Bayrisch“ dann im Scheffler Verlag in einer überarbeiteten, nochmals gekürzten Fassung und mit neuem blau/weißen Pappeinband mit dem Bayerischen Löwen als Deckelbild verlegt.
- Plattdeutsch

Auch Fritz Spechts „Plattdeutsch“ gab es 1969 in neuer Bearbeitung, nun auf 190 Seiten gekürzt und mit Illustrationen von Christian Lothspeich. Die Einbandgestaltung entsprach dem Band „Bayrisch“, an die Stelle des bayerischen Wappentiers waren jedoch ein Seebär, eine Nixe und ein Buddelschipp getreten. Eine Nachauflage dieser Fassung gab es 1980 beim Societätsverlag, dessen Leitung Heinrich Scheffler 1970 übernommen hatte.
- Sächsisch

Die Connewitzer Verlagsbuchhandlung in Leipzig legte 1995 einen fotomechanischen Nachdruck des Bandes „Sächsisch“ in einer Auflage von 3.000 Exemplaren vor.
- Schwäbisch

Beginnend 1951 mit der ersten Auflage verlegte der Rainer Wunderlich Verlag Hermann Leins, Tübingen und Stuttgart, den Titel „Schwäbisch“ neu, nun unter dem Titel „Ob denn die Schwaben nicht auch Leut’ wären …?“ in insgesamt sechs Auflagen bis 1981. Danach druckte die in Stuttgart ansässige Deutsche Verlags-Anstalt von 1985 bis 1994 weitere drei Auflagen. Der Titel dürfte damit zusammen mit „Schlesisch“ der erfolgreichste Band inner- und außerhalb der Reihe sein.
- Schlesisch

„Schlesisch“ erschien ohne Jahresangabe, wohl 1962, in einer Broschüre mit nur noch 175 Seiten, aber mit der ursprünglichen Einbandzeichnung, zunächst beim Bergstadtverlag Wilhelm Gottlieb Korn und dann nochmals 1985 beim Würzburger Verlag Weidlich wieder mit der ursprünglichen Seitenzahl von 1937, aber der dem Band entnommenen Abbildung des Breslauer Doms auf dem nun weißen Schutzumschlag.